# Швидкий поїзд (фільм, 1988)
«Швидкий поїзд» (рос. «Скорый поезд») — радянський фільм режисера Бориса Яшина за сценарієм Олени Ласкарьової, знятий в 1988 році на кіностудії «Мосфільм».

## Сюжет
Офіціантка вагона-ресторану Ольга Коренєва приїжджає в селище Ферзіково, де живуть її мати Ксенія і син Антон. Сусіди Ксенії довіряють Ользі. Ксенії дісталася малогабаритна квартира в спадок від баби Валі, яка померла в цей момент. Антон перебував постійно в школі-інтернаті. Через сина між Ольгою і Ксенією постійно відбуваються скандали. Щоб бути зі своїм коханим, Ольга вирішує відвезти сина подалі від матері.

## У ролях
- Олена Майорова —  Ольга Коренєва
- Євген Пивоваров —  Антон, син Ольги
- Людмила Зайцева —  Віра Василівна
- Тетяна Агафонова —  Лідка, офіціантка вагона-ресторану
- Олександр Буклєєв —  Павло, директор вагона-ресторану
- Людмила Корюшкина —  Галина, офіціантка вагона-ресторану
- Лідія Савченко —  Ксенія, мати Ольги
- Галина Стаханова —  Алла
- Олександр Сафронов —  Рибаков
- Олександра Харитонова —  пасажирка в ресторані

## Знімальна група
- Режисер:  Борис Яшин
- Автор сценарію:  Олена Ласкарьова
- Оператор:  Володимир Папян
- Художник:  Леонід Платов